# Tijucas do Sul
Tijucas do Sul è un comune del Brasile nello Stato del Paraná, parte della mesoregione Metropolitana de Curitiba e della microregione di Rio Negro. Si trova a 40 km dalla capitale dello Stato Curitiba.